# Sophienwerder

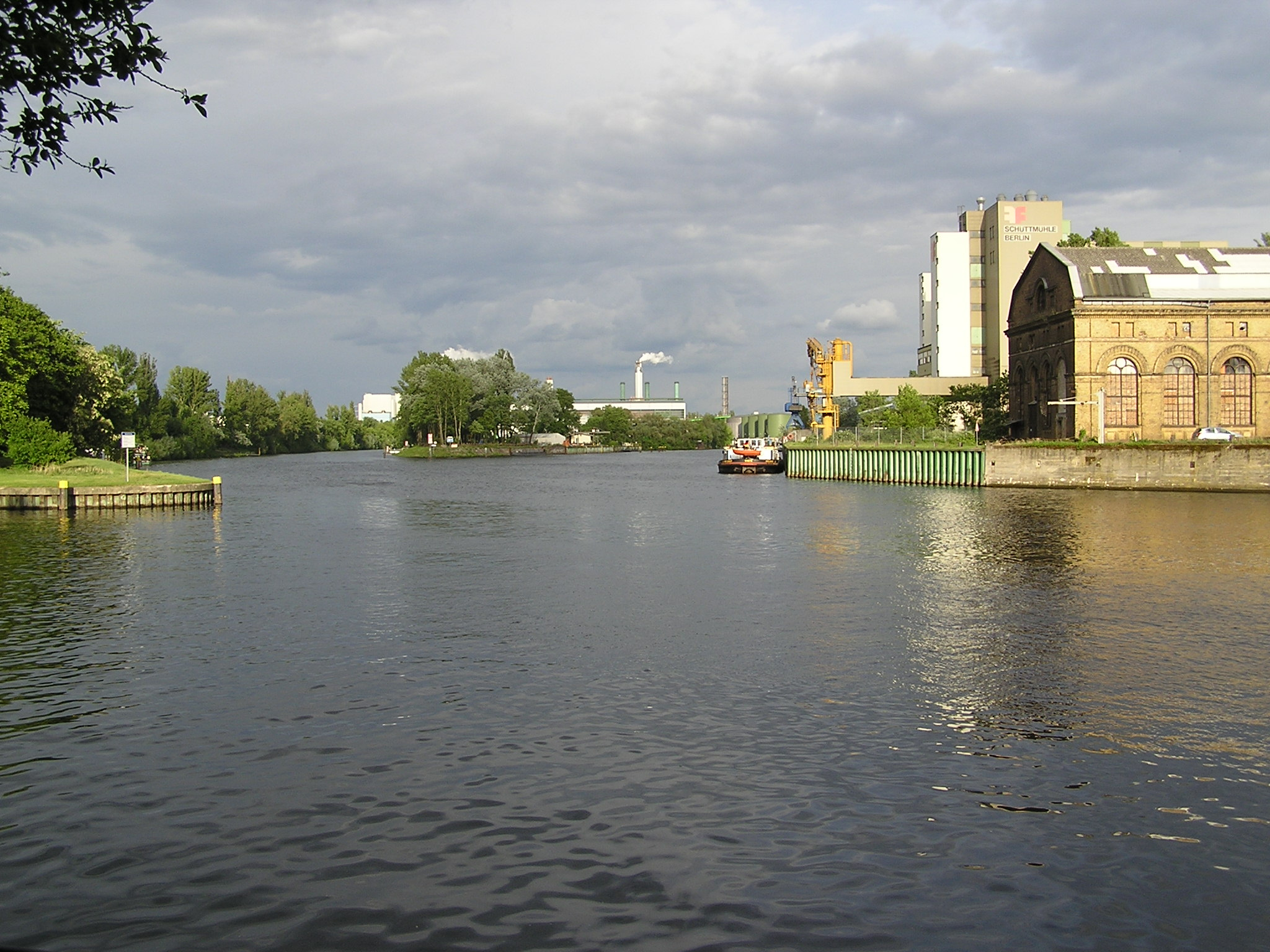
Mündung der Spree in die Havel: Links die Spree, rechts der Ruhlebener Altarm, dazwischen Sophienwerder.

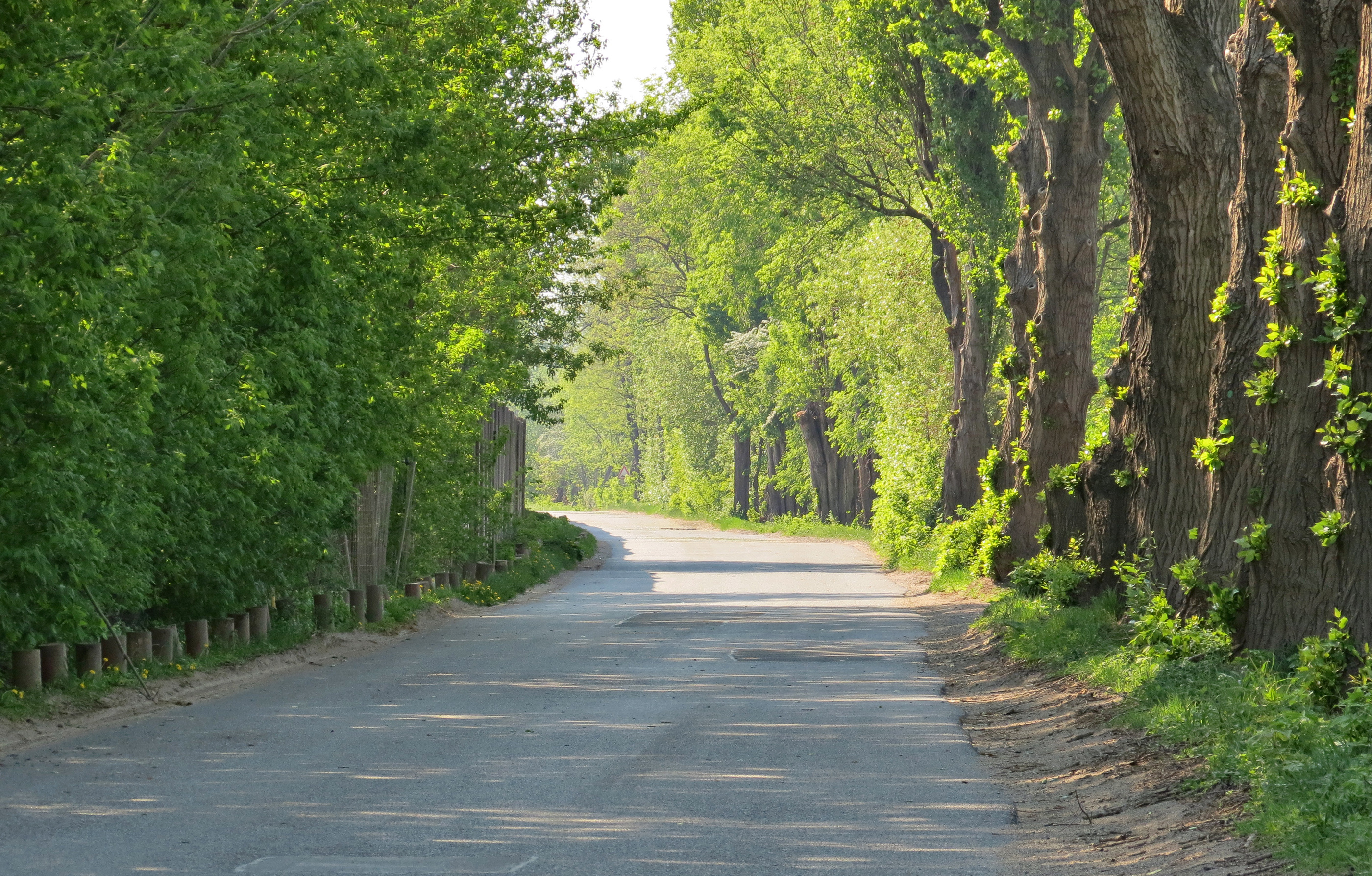
Sophienwerderweg

Sophienwerder ist eine Halbinsel knapp oberhalb der Mündung der Spree in die Havel im Ortsteil Haselhorst des Bezirks Spandau in Berlin.
Die Bezeichnung Sophienwerder existiert seit 1914 und geht wahrscheinlich auf den Namen der Frau oder Tochter eines früheren Grundeigentümers zurück. Damals bezeichnete Sophienwerder ein sumpfiges Gebiet rechts der Spree zwischen dem Grützmachergraben und dem westlichen Zitadellengraben. Im Zuge der Kanalisierung der Unterspree zwischen 1883 und 1891 war der Flusslauf auch im Bereich von Sophienwerder verändert worden. Die heutige Halbinsel Sophienwerder entstand beim Bau eines weiteren 1,5 Kilometer langen Spreedurchstichs, der den bisherigen, für die Schifffahrt ungünstigen Flussverlauf ersetzen sollte. Der Durchstich steht seit dem 3. Dezember 1953 der Schifffahrt zur Verfügung. Die 1938 aufgenommenen Bauarbeiten waren im Zweiten Weltkrieg unterbrochen worden.
Die Halbinsel hat eine Länge von etwa 1100 Meter und liegt am linken Ufer zwischen dem Ruhlebener Altarm und der Spree. Sie wird weitgehend gewerblich genutzt, unter anderem befindet sich darauf ein Werk des Baustoffherstellers Cemex. Der Außenbezirk Spandau des Wasserstraßen- und Schifffahrtsamtes Spree-Havel verwaltet von hier aus unter anderem den Westhafen der Stadt. Erschlossen ist die Halbinsel über den Sophienwerderweg. Auf dem Gelände des Bauhofs Sophienwerder befinden sich zwei als Naturdenkmale geschützte Findlinge.